# Wapen van Lemmer

Wapen van Lemmer

Het wapen van Lemmer is het dorpswapen van het Nederlandse dorp Lemmer, in de Friese gemeente De Friese Meren. 

## Geschiedenis
Lemmer is een van de Friese dorpen waarvan een oud dorpswapen is overgeleverd. Dit wapen komt reeds voor in het wapenboek van Andries Schoemaker uit omstreeks 1695. Het wapen heeft een onbekende achtergrond evenals het wapen van Lemsterland, de gemeente waar Lemmer vroeger toe behoorde. Verder onderzoek wordt nog uitgevoerd. De afbeelding doet sterk denken aan de legende van de legende van de Dannebrog, waarbij de vlag van Denemarken, geschonken door God vanuit de wolken kwam gevallen. Het is onbekend of het om een toevallige overeenkomst gaat of dat deze voort komt uit de intensieve oostzeevaart vanuit Lemmer.

## Beschrijving
De blazoenering van het wapen luidt als volgt:
In azuur een arm van zilver, gekleed van keel, komende uit een wolk van zilver, geplaatst in de linkerschildrand, en dragende een stok van zilver, waaraan een schuinlinks geplaatst kruisvaandel van keel, met kruis van zilver.
De heraldische kleuren zijn: azuur (blauw), zilver (zilver), keel (rood). Het schild wordt gedekt door een zogenaamde "vleckekroon".

## Symboliek
- Vlag: het kruis op de vlag kan een religieuze verwijzing zijn.[2]
- Kroon: het wapen wordt gedekt door een zogenaamde "vleckekroon", voorbehouden aan dorpen met stadse kenmerken.[3] Zo had Lemmer een eigen waag.

## Zie ook

Vlag van Lemmer
Vlag van Denemarken (Staatsvlag)